# Funhouse (cântec)
"Funhouse" este un cântec înregistrat de artista americană Pink. A fost lansat ca cel de-al patrulea single de pe albumul internațional cu același nume. Versurile au fost scrise de Pink, Jimmy Harry și Tony Kanal care a și produs melodia.
Cântecul poartă numele albumului de pe care provine și, la fel ca și alte piese muzicale, el vorbește despre disputa dintre Pink și motociclistul Carey Hart.

## Recepții critice și promovarea
Recepția critică a piesei "Funhouse" a fost până acum pozitivă, fiind considerată una dintre cele mai melodiose și mai lirice single-uri de pe album.There's More Where That Came From' i-a dat cântecului nota A, spunând că: "'Funhouse' are energia lui 'So What' dar îl depășește, atunci când cântecul se sparge în modul rock adevărat. Nu am mai văzut așa ceva de la Pink de la lansarea piesei 'Trouble' din 2003!"!" Billboard i-a dat de asemenea un review foarte pozitiv, spunând: "Pink ne prezintă din nou versatilitatea sa în acest număr complexat, care face referire la stilul blues, funk și rock pe care puțini artiști l-au putut scoate. Cântărețul livrează cu toată forța, ciocnind cu grație chitara plin de viață." și dându-i o aprobare de 81%..
Pink a cântat piesa pe 16 septembrie 2009, la sfârșitul emisiunii Jimmy Kimmel Live.

## Topuri
"Funhouse" a debutat în topul Billboard Hot 100 pe locul 97, obținând locul 44. Pe 9 ianuarie 2010, "Funhouse" a reintrat în Hot 100 pe locul 79, iar în Australia pe locul 39.
| Top (2009)                       | Poziție |
| -------------------------------- | ------- |
| Australian Singles Chart         | 6       |
| Austria Top 40                   | 7       |
| Belgian Singles Chart (Flanders) | 22      |
| Belgian Singles Chart (Wallonia) | 39      |
| Canadian Hot 100                 | 21      |
| Danish Singles Chart             | 32      |
| Dutch Mega Single Top 100        | 54      |
| European Hot 100                 | 10      |
| French Digital Singles Chart     | 32      |
| German Singles Chart             | 16      |
| Hungarian Airplay Chart          | 6       |
| Irish Singles Chart              | 26      |
| New Zealand Singles Chart        | 15      |
| Polish Airplay Chart             | 3       |
| Swedish Singles Chart            | 13      |
| Swiss Singles Chart              | 8       |
| Turkey Top 20 Chart              | 12      |
| UK Singles Chart                 | 29      |
| Billboard Hot 100                | 44      |